# Dubravko Pavličić
Dubravko Pavličić (* 28. November 1967 in Zagreb; † 4. April 2012 in Elche) war ein jugoslawischer bzw. kroatischer Fußballspieler.

## Karriere

### Verein
Pavličić begann seine Profikarriere 1987 in der ersten jugoslawischen Liga bei Dinamo Zagreb. Während der Saison 1989/90 wechselte er zum HNK Rijeka.
Nachdem sich die kroatischen und slowenischen Klubs am 25. Juni 1991 aufgrund der Unabhängigkeitserklärung ihrer Länder aus der jugoslawischen Liga zurückgezogen hatten, wurde vom kroatischen Verband HNS die 1. HNL als höchste Spielklasse gegründet, in der Pavličić mit Rijeka ab Februar 1992 spielte. Er erreichte mit seinem Klub das kroatische Pokalfinale 1994 gegen seinen alten Klub Dinamo Zagreb, der sich zwischenzeitlich in Croatia Zagreb umbenannt hatte. Nachdem Pavličić im Hinspiel, das Rijeka mit 0:2 verloren hatte, nicht dabei war, erzielte er im Rückspiel bereits in der 3. Spielminute die 1:0-Führung für seinen Klub. Es blieb der einzige Treffer des Spiels, so dass Croatia in der Addition beider Ergebnisse den Pokal gewann.
Im Sommer 1994 wechselte Pavličić nach Spanien zu Hércules Alicante in die Segunda División.  Mit diesem Klub stieg er am Ende der Saison 1995/96 in die Primera División auf. In der folgenden Spielzeit im Oberhaus bestritt er 38 von 42 Spielen, in denen er sechs Tore erzielte, darunter jeweils einen Treffer in den beiden Partien gegen den FC Barcelona beim 3:2-Sieg im Camp Nou und dem 2:1-Heimspielerfolg. Dennoch stieg Hércules CF nach nur einer Saison wieder in die Segunda División ab. Durch einen Wechsel zum Aufsteiger UD Salamanca spielte Pavličić zunächst weiterhin erstklassig. Nachdem er mit seinem Team in der Saison 1997/98 durch den 15. Platz den Klassenerhalt schaffte, musste der Klub in der darauffolgenden Saison als Tabellenletzter absteigen. Nach einer weiteren Spielzeit in Salamanca, an deren Ende der Wiederaufstieg nur aufgrund der um vier Tore schlechteren Tordifferenz gegenüber dem FC Villarreal knapp verpasst wurde, schloss er sich dem Zweitligaaufsteiger Racing de Ferrol an. Am Ende der Saison 2000/01 beendete Pavličić seine Karriere als professioneller Spieler.
Anschließend ließ er sich dauerhaft in Spanien nieder und spielte als Amateur in der Region Alicante.

### Nationalmannschaft
1987 nahm Pavličić mit der jugoslawischen U-20-Nationalmannschaft an der Junioren-Fußballweltmeisterschaft 1987 in Chile teil, in deren Verlauf er sämtliche Spiele des Turniers bestritt. Nach einem 2:1 im Halbfinale gegen die DDR traf Jugoslawien im Endspiel auf die U-20-Auswahl der Bundesrepublik Deutschland. Das Spiel endete 1:1 nach Verlängerung, so dass eine Entscheidung nach Elfmeterschießen herbeigeführt werden musste. Der deutsche Auftaktschütze Marcel Witeczek verschoss den ersten Elfmeter. Pavličić trat als erster jugoslawischer Schütze an und verwandelte zur 1:0-Führung. Da alle folgenden Schützen ebenfalls trafen, gewann Jugoslawien den Weltmeistertitel.
Nach dem Zerfall Jugoslawiens debütierte Pavličić am 8. Juli 1992 bei der 1:3-Niederlage im Freundschaftsspiel gegen Australien in Adelaide in der kroatischen Nationalmannschaft.
Anlässlich der Europameisterschaft 1996 in England berief ihn Nationaltrainer Miroslav Blažević in den kroatischen Kader. Pavličić bestritt zwei Spiele in der Gruppenphase. Gegen die Türkei wurde er in der 90. Spielminute für Davor Šuker eingewechselt. In der für das Erreichen der nächsten Runde unbedeutenden Partie gegen Portugal stand Pavličić während der gesamten Spielzeit auf dem Platz. Anschließend schied Kroatien im Viertelfinale gegen Deutschland aus.
Sein letztes von 22 Länderspielen, in denen er ohne Torerfolg blieb, bestritt Pavličić am 12. Juni 1997 gegen die Türkei im Rahmen des Kirin Cups.

## Tod
Dubravko Pavličić verstarb am 4. April 2012 im Alter von 44 Jahren in seiner spanischen Wahlheimat an Bauchspeicheldrüsenkrebs.

## Erfolge
- Junioren-Fußballweltmeister: 1987
- Finalist im kroatischen Pokal: 1994